# 영웅무색
"영웅무색"은 한국에서 제작된 김정용 감독의 1990년 범죄, 액션 영화이다. 홍종국 등이 주연으로 출연하였고 연제민 등이 제작에 참여하였다.

## 출연

### 주연
- 홍종국
- 노완래
- 이정희